# KJ Apa
Keneti James Apa "KJ" Apa (n. 17 iunie 1997, Auckland, Noua Zeelandă) este un actor neozeelandez. În 2017, a început să joace rolul lui Archie Andrews în serialul de dramă Riverdale.